# سعيد وشورى (مسلسل)
سعيد وشورى مسلسل تركي تصوير وإنتاج عام 2014 تقع أحداث هذه القصة بين المدن الروسية موسكو وسانت بطرسبرغ التي تعود عام 1915 وأحداث الثورة البلشفية في روسيا من بطولة الفنان التركي الشهير كيفانش تاتليتوغ الذي يؤدي دور الملازم أول في الجيش الروسي (سعيد ميرزا محمد أمينوف) والملقب بالذئب يتحلى الذئب بالشجاعة والوسامة من عائلة ثرية ذات أصول أرستقراطية تركية يقع في حب فتاة روسية من النظرة الأولى والتي تقوم بدورها الفنانة التركية الشابة فرح زينب عبد الله صدفة في حفلة في إحدى القصور المكسوة بالثلوج في موسكو على أنغام موسيقى تشايكوفيسكي الرومانسية والتي وقعت هي أيضًا في حبه.

## قصة المسلسل
المسلسل مستوحى من رواية كورت سيد وشورى صدرت عام 2006 للكاتبة نرمين بزمان عن قصة جدها لأمها.
كورت سيد وشورى قصة حب عاطفية وقعت سنة 1920 بين روسيا وإسطنبول.
كورت سيد من شبه جزيرة جريميا التركية هو ضابط شجاع من فوج الحرس سيقع في الحب من النظرة الأولى.
فهي جميلة مليئة بالحياة انها شورى ابنة عائلة نبيلة.
سيتم الانتقال بالإجبار من الحياة المجيدة في روسيا إلى إسطنبول والجمهور سيختبر قصة الحب الخيالية لهذين الزوجين على الشاشة.

## معلومات عن الرواية الاصلية
مسلسل سعيد وشورى مقتبس من رواية بنفس الاسم للكاتبة نرمين بنزمان تحكي فيه قصة حقيقية وبطل الرواية كورت سعيد هو جدها والد أمها. ولد كورت سعيد أمينوف عام 1892 في مدينة ألوشتا. والده «ميـرزا محمد أمينوف» من أصول تركية تعود لمدينة يالطا الواقعة في شبه جزيرة القرم وقد كان يطلق على الأتراك المقيمين هناك في ذلك الوقت تتار القرم بينما والدته «زاهده» من عائلة روسية أصولها من مدينة بروسيا وعاشت في بولتافا. (يعني كورت سعيد مواطن روسي من اصل تركي من تتار القرم أصول والده من أتراك شبه جزيرة القرم وأصول والدته من روسيا من بروسيا شبه جزيرة القرم وبروسيا كلاهما كان تابع لحكم الإمبراطورية الروسية في ذلك الوقت).
- انتقل ميـرزا محمد أمينوف في سن مبكرة إلى موسكو من أجل تلقي تدريبه العسكري حيث خدم في سلاح الفرسان في كتيبة تضم المسلمين القادمين من القرم وأذربيجان والقوقاز تسمى الكتيبة الإسلامية. ثم ترقى إلى أن وصل إلى قائد في حاشية القيصر. بعد فترة عزوبية حافلة قرر محمد أمينوف الزواج من «زاهده» ابنة أحد العائلات التي تجمعهم به علاقة قرابة بعيدة، زاهدة هي الرابعة بين أبناء العائلة والابنة الوحيدة لعائلة أصيلة من كبار ملاك الأراضي في بولتافا ثم أنجبوا ثلاثة أبناء ذكور الأول سيد، وبعد عامين من ولادته أنجبوا طفلهم الثاني محمود، وبعدها ب 6 سنوات أنجبوا عثمان. جميع أطفالهم كانوا أصحاء وذوي مظهر أنيق ولكن كورت سيد قد أخذ نفس عيون والدته شديدة الزرقة.
- كورت سعيد كما وصفته حفيدته كاتبة الرواية في روايتها: ذو شارب، تتساقط خصلات شعره الكستنائي على جبهته معتدل الطول، ذو هيبة في طلته ومظهره وتصرفاته ذو بنية جسمانية قوية، بارز العضلات ذو عيون زرقاء ذات نظرات حادة كالفولاذ وأنف مستقيم متعجرف قليلًا ويرتسم تعبير ساخر بعض الشيء على شفاهه ذو خطوط وجه وذقن عميقة لافت للنظر ومثير للانتباه من أول نظرة.
- مثل والده تربى كورت سيد منذ طفولته على مبادئ العسكرية والشرف والتحق بالعسكرية وأصبح قائدًا في حاشية القيصر ومساعد خاص للقيصر نيكولاس الثاني.
- شورى كما وصفتها الكاتبة في الرواية: فتاة جميلة ثرية في السادسة عشر من عمرها.
في ليلة ثلجية في موسكو مغلفة بموسيقى تويجار اشيكلي الرومانسية دخلت حياة كورت حيث وقعت في حبه من النظرة الأولى.
فتاة جميله عمرها 16 عام، من عائلة نبيلة تتدفق جدائل شعرها الطويل على وجهها الشاحب يظلل عيونها رموش طويلة بنية، أنفها ذو طرف مقلوب، أنيقة، وديعة وخجلها يزيدها جمالًا عندما التقى كورت سيد بشورى لأول مرة في حفل في مدينة سانت بطرسبرغ. في عام 1916 كان يبلغ من العمر 24 عام بينما كانت شورى في السادسة عشر من عمرها. الاسم الأصلي لشورى هو ألكساندرا جوليانوفا فرجنسكايا، شورى هو إختصار أو تصغير للاسم وفقًا لنطق الروس للاسم.

## أبطال المسلسل
| اسم الممثل        | دوره                               | حلقة ظهوره | معلومات |
| ----------------- | ---------------------------------- | ---------- | --- |
| كيفانش تاتليتوغ   | كورت سعيد امينوف                   | 21         | عمل ضابطًا في الجيش الروسي وهو الذي قام بتربية ابنه كورت سيد منذ طفولته ليصبح عسكريًا وهو ملازم أول ناجح يخدم في الجيش الروسي. |
| فرح زينب عبد الله | الكساندرا جوليان فيرجنسكايا (شورى) | 21         | الابنة الصغرى للعائلة الروسية النبيلة سوف تذهب إلى بطرسبرج لعلاج والدها ويبقى هناك لفترة طويلة وهناك سوف تحضر حفل رقص حيث تلتقي مع سيد لأول مرة وتقع في حالة حب معه. |
| بيركان سوكولو     | بيترو                              | 19         | هو صديق كورت سيد في حروب الجيش. ينتمي إلى إحدى الأسر الروسية الأكثر ثراء. والد بيترو أندريه هو شريك تجاري للأب جوليان والد شورى. يحب والدته ماريا التي تشجعه على حب شورى ووضع خطط للمستقبل. تعرف على سيد منذ التحاقه بالمدرسة العسكرية. وقد أصبح منافس ثري لسعيد منذ الطفولة والخطأ الذي ارتكبه بيترو أثناء الحرب يحول المنافسة بينه وبين سيد إلى عداوه وحب سيد لشورى يزيد من هذه العداوة أكثر. |
| أوشان جاكير       | جليل كميلوف                        | 19         | صديق كورت سعيد المقرب منذ الطفولة يحبه كثيرًا ومستعد للتضحية بحياته من أجل صديقه سيد ينتمي إلى عائلة تركية هو صديق لسيد في الجيش قاتلوا كتفًا إلى كتف معًا في الحرب. |
| سيدا جوفان        | فالنتينا                           | 13         | هي الابنة الأوسط للعائلة الروسية العريقة وهي أخت شورى الوسطى تكبرها بعام واسمها فالنتين بالانجليزية. |
| سردار غوكهان      | ميـرزا محمد امينوف                 | 13         | عمل ضابطًا في الجيش الروسي وهو الذي قام بتربية ابنه كورت سعيد منذ طفولته ليصبح عسكريًا سيد هو الأكبر ثم محمود المتزوج ولديه طفل عثمان أصغرهم يحلم بتزويجه من فتاة تركية الأصل مثلهم حب لشورى سوف يكون ضد رغبته |

## روابط خارجية
- سعيد وشورى على موقع IMDb (الإنجليزية)
- سعيد وشورى على موقع نتفليكس (الإنجليزية)
- سعيد وشورى على موقع فيلمافينيتي (الإسبانية)
- سعيد وشورى على موقع كينوبويسك (الروسية)
- سعيد وشورى على موقع ألو سيني (الفرنسية)
- سعيد وشورى على موقع قاعدة بيانات الفيلم (الإنجليزية)